# Kruh
Kruh je osnovno živilo, spečeno iz testa, zamesenega najmanj iz moke, vode in vzhajalnega sredstva, navadno kvasa. Skoraj vedno je v testu prisotna tudi sol. Pri nekaterih vrstah kruha se osnovnim sestavinam pridružijo še začimbe in cela zrna, katera včasih služijo tudi okraševanju.
Kruh lahko jemo samega, pogosto pa ga uživamo z raznimi namazi, kot so maslo ali različni sladki namazi, denimo čokoladna krema, marmelada, med, sladka smetana in podobno. Nepogrešljiv je tudi pri pripravljanju različnih sendvičev, pri katerih je kruh lahko hladen ali pa opečen. Opečen kruh posebne vrste se imenuje toast. Izraz prihaja iz angleščine.
Nezavit kruh lahko shranjujemo v krušni škatli, da dalj časa ostane svež. Kruh otrdi hitreje pri nizki temperaturi hladilnika, vendar shranjen v tej napravi kasneje splesni. Primeren način shranjevanja kruha je tudi zamrzovanje, pri čemer je pomembno, da v skrinjo vlagamo svež kruh. Pri temperaturi -24 °C lahko kruh hranimo neomejeno dolgo.

## Zgodovina
Kruh velja za eno najstarejših pripravljenih živil. Prvi dokazi o peki kruha segajo 30.000 let nazaj. V Evropi so na posebnih terilnih skalah našli ostanke škroba, za katere domnevajo, da so ostanki neke vrste moke za kruh. Žito je postalo osnovna surovina za kruh v neolitiku (okoli 10.000 let pr. n. št.), ko so ljudje začeli s poljedelstvom. Prve vrste kruha niso vsebovale kvasa, saj kruh rahlo vzhaja že s pomočjo kvasovk, ki se nahajajo na zrnu samem.
Plinij Starejši je poročal, da so Galci in Iberci pri peki kruha testu dodajali pivsko peno, s čimer so »pekli lažji kruh od drugih ljudstev«. V krajih, kjer so namesto piva pridelovali vino, so ljudstva pri peki kruha moki dodajala vinske kvasovke in draži. Pogosto so prihranili del testa, ki so ga nato dodali testu ob naslednji peki. Tako testo se je imenovalo kislo testo, tehnologija pa je do danes ostala podobna.

## Vrste kruha
Glede na moko, iz katere je napravljeno testo, ločimo več vrst kruha:
- beli kruh (pšenična moka)
- polbeli kruh (delno bela in delno črna pšenična moka)
- črni kruh (pšenična moka iz neoluščenih semen)
- polnozrnati kruh (kruh iz različne moke in s celimi semeni)
- rženi kruh
- koruzni kruh
- ovseni kruh
- kvinojin kruh
- ajdov kruh
- pirin kruh

Glede na vrsto testa:
- mlečni kruh

Glede na dodatke v testu:
- sadni kruh

 Francoska štruca je bel kruh s trdo skorjo, spečen v obliki dolge in ozke štruce.
Rogljički, makovke in podobni sladki kruhi so izdelani iz mlečnega testa.
Žemlje in podobne drobne izdelke, navadno pripravljene iz bele moke, imenujemo pekovsko pecivo.
Zanimivo je, da je bilo do nedavnega v Sloveniji moč kupiti skoraj izključno nenarezan kruh v nepravilnih oblikah hlebcev in štruc, v tujini, posebno v ZDA in v Združenem kraljestvu, pa je bilo tako z narezanim kruhom bolj ali manj pravilne oblike kvadra.

## Kruh in kultura
Kruh nekoč ni označeval samo živila številka 1, temveč je bil sinonim za hrano, zaposlitev ali preživetje. V Evropi in Severni Ameriki je kruh bistveno osnovno živilo, zlasti glede vnosa ogljikovih hidratov, drugod po svetu pa to mesto zasedajo drugi kruhu podobni izdelki. Somuni so priljubljeni v orientalski kuhinji , v Indiji obstajajo manjše različice, kot sta čapati ali papadam , v Pakistanu pečejo puri . Medtem ko je kruh v jugovzhodni Aziji redek, so parjene kvašene žemlje, polnjene ali prazne, priljubljena priloga na severnem Kitajskem. Koruzne tortilje prihajajo iz Mehike . V Afriki pečejo somune iz kasave, prosa ali koruze z začimbami.
Kruh ima poleg tega, da je osnovno živilo, tudi velik simbolni in duhovni pomen. Kruh je bil in velja za svetinjo mnogih kmečkih ljudstev. Pri peki in rezanju kruha so s 
e izvajali določeni obredi. Danes je še vedno veliko običajev, povezanih s kruhom, ki so pogosto povezani z verovanjem v nadnaravne moči. Številne legende pripovedujejo o božjih kaznih, ki so takoj doletele tiste, ki so storili krušni zločin. Na izprošen kruh so povezane tudi vraževerne predstave in številni pregovori.
Kruh ima popolnoma drugačne lastnosti ko nima kvasa. Stisnjeno testo zdrži dlje, se kasneje posuši in dlje časa ohrani okus. Kruh pripada tako bogatim kot revnim in pooseblja dobroto stvarstva in stvarnika, predstavlja pa tudi skromnost preprostega življenja. Ima pomembno vlogo v judovski in krščanski simboliki.
Med enotedensko veliko nočjo , enim od judovskih romarskih praznikov , se uživa samo nekvašen kruh v spomin na izhod Izraelcev iz Egipta , ki se je po svetopisemskem izročilu moral zgoditi tako hitro, da ni bilo časa za kruh.Po judovskem verovanju se pšenica, rž, ječmen, oves in pira štejejo za zakisane, če so bili v stiku z vodo več kot 18 minut – najzgodnejše obdobje, v katerem bi se lahko začela fermentacija s kvasovkami v zraku.
Presta izvira iz 7. stoletja kot sveti simbol molivca, ki prikazuje prekrižane roke v molitvi. Kifeljc kot izraz za policista izhaja iz obeska, ki so jih nosili dolgo nazaj policisti, obesek je spominjal na rogljič. Zapornikom so dolgo govorili, da bodo živeli v zaporu le s kruhom in vodo. Mladim zakoncem se podari simbolično lahko le sol in kruh, kar velja za začetek vsakega gospodinjstva.

## Lastnosti

### Kuharska uporaba
Kruh se lahko streže pri različnih temperaturah. Načeloma se ga streže ohlajenega po peki, a lahko se ga dodatno zapeče. Použije se ga samega, kot predjed ali dodatek k hrani. Je lahko tudi samostojna sestavina obstoječe jede. Kruh je tako v jedeh na žlico obogatitev jedi z močnato sestavino, lahko pomaga pri použitju maščob kot pripomoček k omakam ali namazan kruh z maslom. Sendvič je primer kruha kot sestavine.
Kruh je lahko tudi dodatek k predjedi kot krušne kocke, krušne drobtine se uporabijo za sušenje mletega sadja med peko. Krušne drobtine so lahko sestavina cvrtja, polpetov in mesnih kroglic.

### Prehrambena vrednost
Kruh velja za vir žitnic, ogljikovih hidratov in sestavin kot so magnezij, železo, selen, B vitamini in vlaknine (polnozrnat kruh).

## Kruh in Slovenci
Prebivalec Slovenije je v letu 2011 porabil v poprečju vsak dan 20 dag moke (za kruh, testenine in druge izdelke iz moke). Ljudstvo ima nenavadno ljubezen do polnozrnatega kruha, polnega luščin in neobičajnih sestavin. Tako se hrani celo kruh z ajde, sončnični kruh, bio-kruh, nekvašen kruh, česnov kruh, orehov kruh.